# ドアノブ3人衆
ドアノブ3人衆（ドアノブさんにんしゅう、문고리 3인방）とは、大韓民国の朴槿恵政権時代に大統領執務室に自由に出入りできた最側近の人物たち。一般的には、鄭虎星（チョン・ホソン、정호성）大統領秘書室付属秘書官、アン・ボングン（안봉근）大統領秘書室2部属秘書官、広報秘書官、李在万（イ・ジェマン、이재만）大統領秘書室付属秘書官、総務秘書官の3人を指す。
日本語で「ドアノブ」と訳されることが多い「문고리（ムンゴリ）」は現代では「ドアノブ」の意であるが、歴史的には扉に付ける鉄輪を意味するため、「門番3人衆」と表現されることもある。
この3人は、朴槿恵が国会議員に初当選した1998年以来、ハンナラ党〜セヌリ党の職員として、朴槿恵の側近をして働いていた。朴槿恵政権が発足すると、揃って大統領秘書室の秘書官となり、側近としてかなり自由に大統領と接触する一方で、他の閣僚などが大統領との面会を求めても、これを簡単には許さず、事実上のゲイトキーパーとしての役割を担った。このためメディアなどからは、「青瓦台の権力3人組」、「ドアノブ3人衆」などと称された。
3人はいずれも、崔順実ゲート事件に関わったとされ、2016年10月30日に他の7名の大統領府高官とともに辞表を受理される形で更迭され、その後、検察の調査を受け、逮捕・起訴された。